# Hofmark Hofgiebing

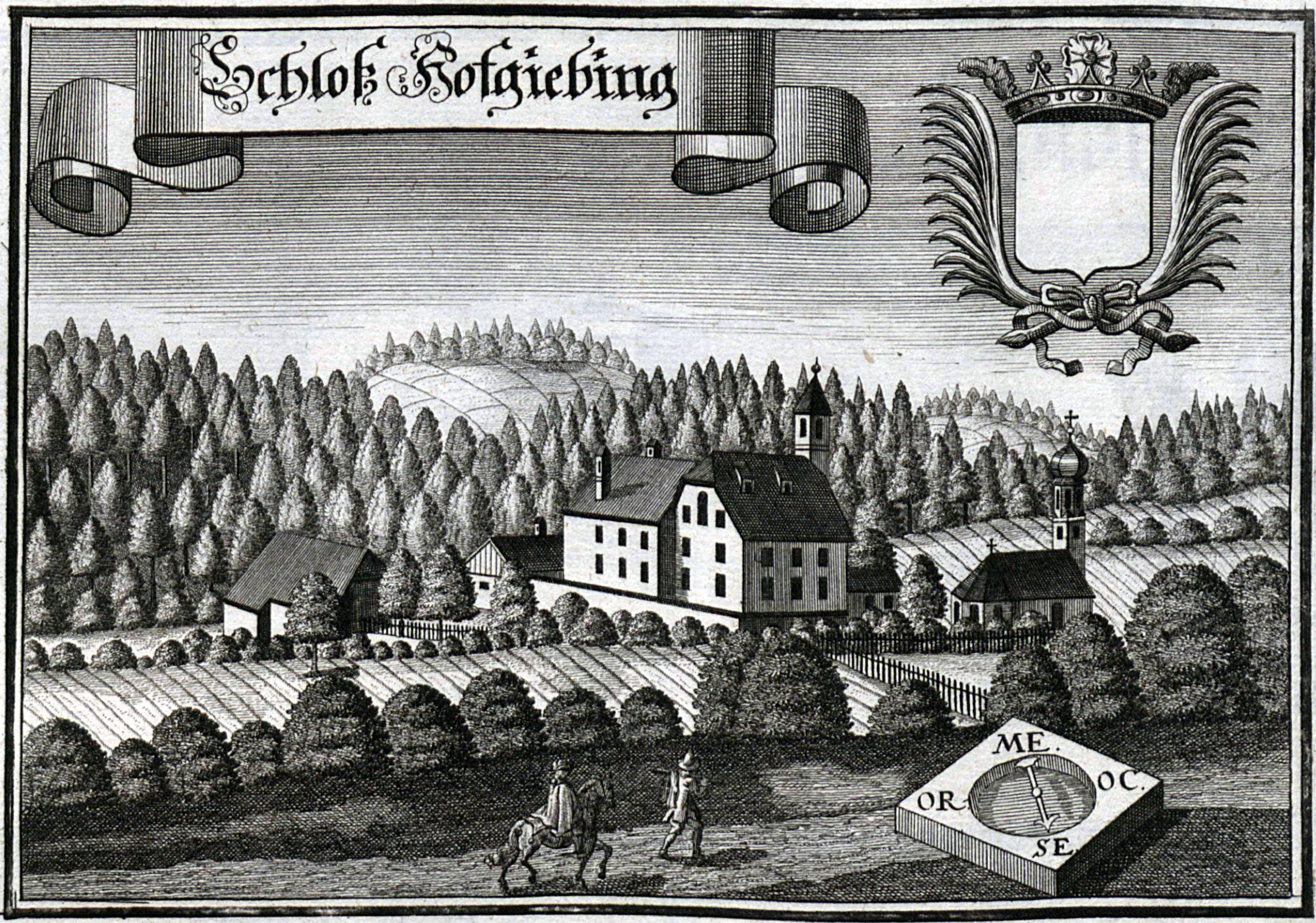
Schloss Hofgiebing auf dem Kupferstich von Michael Wening (1710)

Die Hofmark Hofgiebing war eine offene Hofmark mit Sitz in Hofgiebing, heute ein Gemeindeteil von Obertaufkirchen im oberbayerischen Landkreis Mühldorf am Inn.

## Geschichte
Im Jahr 935 wird ein Gotschalk von Giebingen in des Aufzeichnungen des Klosters St. Emmeram in Regensburg erwähnt. Der Name Gotschalk hielt sich am Ort bis ins 13. Jahrhundert. Zwischen 1130 und 1147 und zwischen 1210 und 1220 begegnet man in den Traditionsbüchern des Klosters Au am Inn dem Namen „Gotscalcus de Giebinge“.

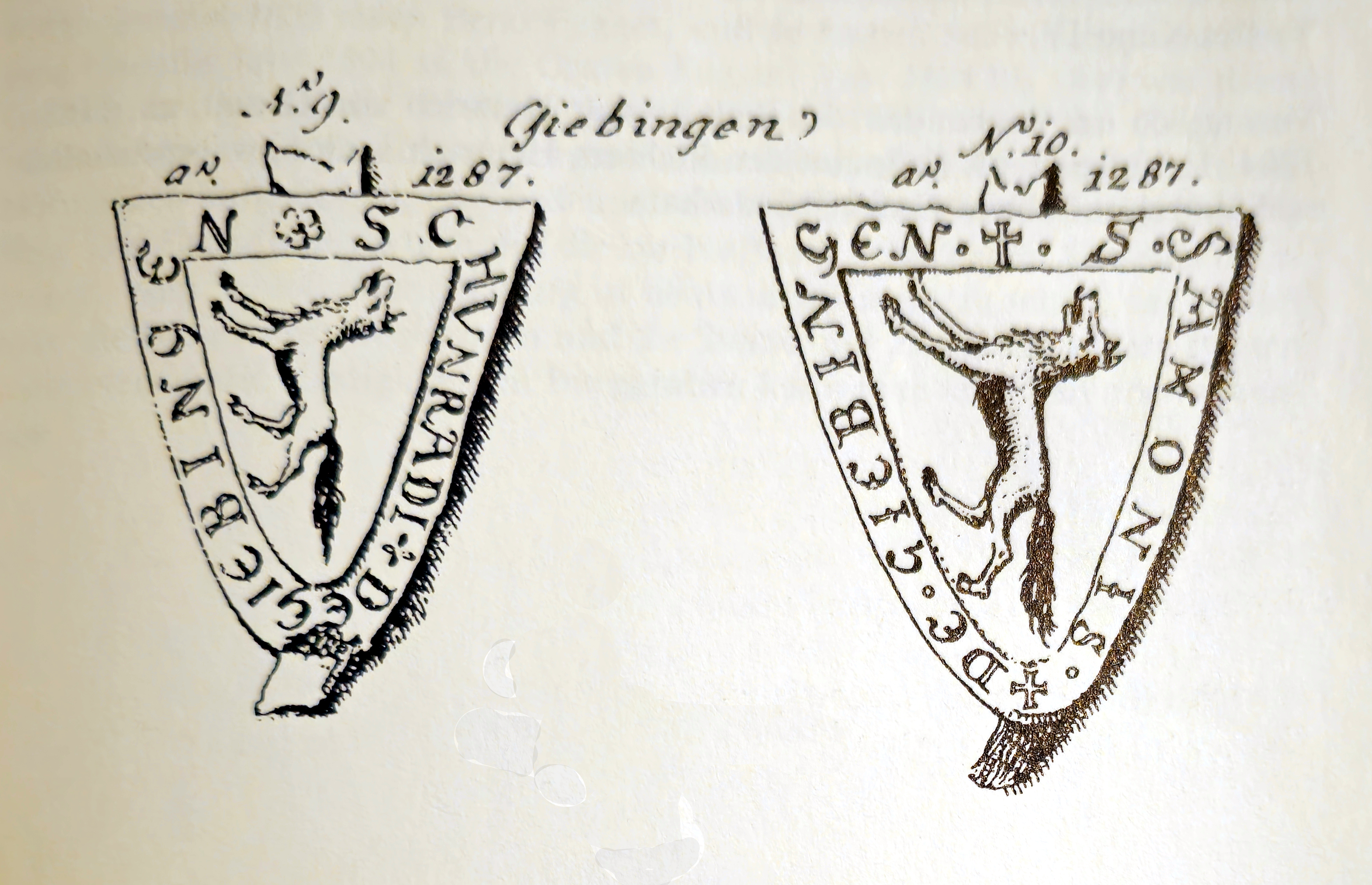
Die Wappen der Giebinger

Im Jahr 1123 wird in den Aufzeichnungen des Erzbistums Salzburg der Edelfreie Herman von Giebing erwähnt.  Ein Heinrich von Giebing ist erstmals um 1130/40 als Salmann (Grund-, Hofverwalter) des Salzburger Ministerialen Jedung erwähnt. Der zweite Heinrich, vermutlich ein Bruder des jüngeren Ulrich ist um 1160 in einer Auer Zeugenreihe erwähnt. Ab 1204 taucht dann recht häufig ein dritter Heinrich als Zeuge auf. Dieser hatte zwei Brüder: Heimo und Rudiger, sowie zwei Söhne: Kuno und Ulrich. 1257 wird ein Konrad von Giebing in einer Raitenhaslacher Zeugenreihe erwähnt. In einer Urkunde vom 28. Dezember 1287 vermachte Konrad von Giebing sein Gut in Liopfing dem Stift der Auer Chorherren. Konrad von Giebing hatte zwei Söhne. Heinrich starb noch vor seinem Vater, vom anderen Sohn, Saxo, weiß man, dass er der letzte aus dem Adelsgeschlecht der Giebinger war. Sein Hofgiebinger Besitz ging um 1300 an den bayerischen Herzog Otto III. über und wurde in der Folge von herzoglichen Ministerialen verwaltet.

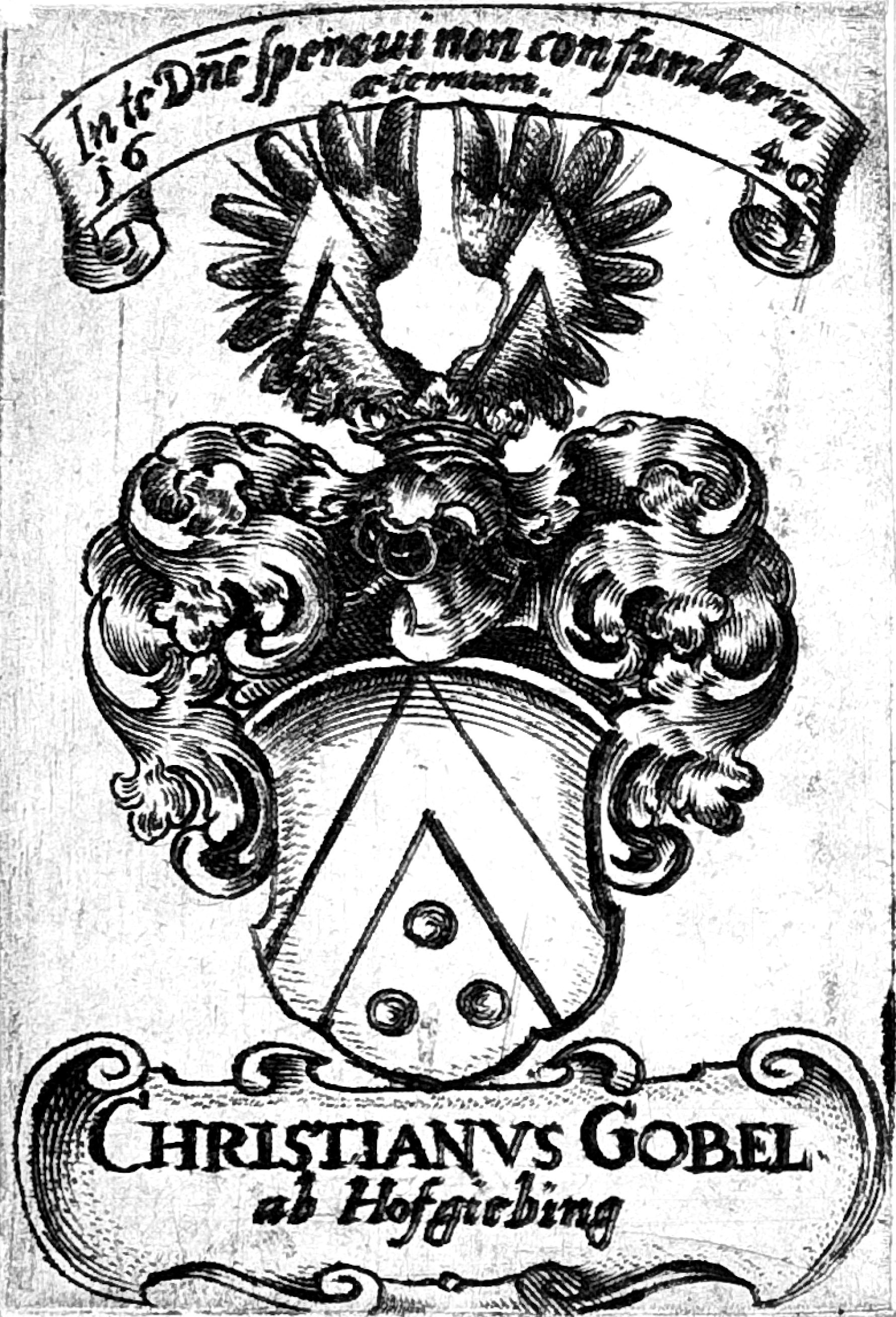
Wappen des Christian Gobel zu Hofgiebing, angefertigt im Jahr 1640

Der Besitz ging um 1508 auf Jakob von Fraunhofen über, nachdem dessen Schloss Schwindegg im Landshuter Erbfolgekrieg niedergebrannt worden war. 1580 fiel der Besitz an die Edlen von Haunsperg, 1620 an Herzog Albrecht von Bayern und 1621 an Friedrich von Hörwarth. Hofgiebing wird wenig später als gemeinsamer Besitz der Hörwarth und des Christian Gobel genannt, der 1628 das Adelsprädikat auf Hofgiebing erhielt. Durch Heirat fiel der Besitz der Hörwath 1655 dann an die Fugger, die in der Folge häufig in Schwindegg residierten.  Hofgiebing blieb Sitz der Gobel auf Hofgiebing, die mit dem kurfürstlichen Kämmerer Franz Gustav Gobel auf Hofgiebing 1766 in den Freiherrenstand aufrückten. Hofgiebing gehörte seit dem Gemeindeedikt von 1818 zur Gemeinde Oberornau. 
Die im frühen 19. Jahrhundert eingerichteten Patrimonialgerichte der Fugger und der Gobel zu Hofgiebing wurden mit der Revolution von 1848 aufgehoben. Dies bedeutete auch das Ende der Hofmark Hofgiebing. Der Grundbesitz wurde auf die zur Hofmark gehörenden Anwesen übertragen. 

Im Jahre 1849 wurde das kleine Renaissanceschloss in Hofgiebing abgetragen, nur die freistehende Kapelle ist als Filialkirche noch erhalten.

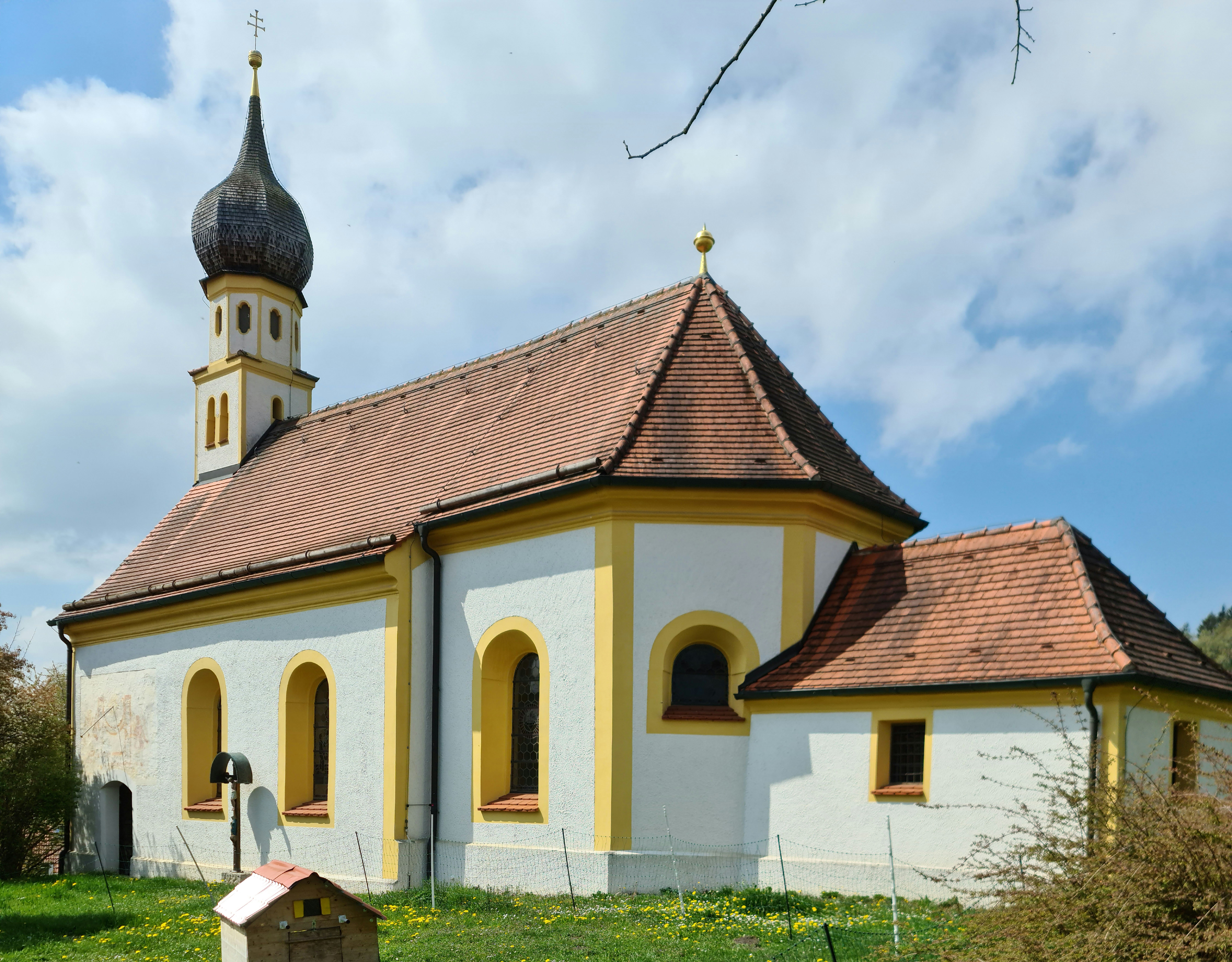
Die ehemalige Schlosskapelle in Hofgiebing

## Hofmarkschloss
Das Hofmarkschloss bestand aus einem Satteldach- und einem Krüppelwalmdachbau (mit Dachreiter). Diese waren Breitseite an Langseite aneinander gebaut. Im Jahr 1849 wurde das kleine Renaissanceschloss abgetragen, die letzten Reste wurden 1969 beim Straßenbau beseitigt. Nur die freistehende Schlosskapelle ist als Filialkirche St. Johannes der Täufer noch erhalten. Ab wann die Schlosskapelle die Funktion als Filialkirche der Pfarrei Oberornau erhielt, ist nicht gesichert. 
Das „abgegangene Hofmarkschloss des Mittelalters und der frühen Neuzeit (‚Schloss Hofgiebing‘)“ ist als Bodendenkmal D-1-7739-0069 geschützt.